# Eretmocerus nativus
Eretmocerus nativus är en stekelart som beskrevs av Girault 1930. Eretmocerus nativus ingår i släktet Eretmocerus och familjen växtlussteklar. Inga underarter finns listade i Catalogue of Life.